# Cvetka Bevc
Cvetka Bevc, slovenska pisateljica in pesnica, * 29. oktober 1960, Slovenj Gradec, Slovenija.
Ustvarja leposlovje za odrasle in otroke.

## Življenje
Na Filozofski fakulteti v Ljubljani je zaključila študij muzikologije in primerjalne književnosti. Izpopolnjevala se je na University College Cork. Sprva je delovala kot urednica Glasbene mladine, nato kot asistentka na Filozofski fakulteti, kasneje v Uredništvu igranega programa RTV Slovenija. Bila je tudi urednica pri Državni založbi Slovenije, poučevala je klavir in bila zaposlena pri Društvu slovenskih pisateljev kot vodja strokovne službe. Med letoma 2007 in 2009 je bila koordinatorka in programska voditeljica Slovenskih dnevov knjige. Je tudi članica Društva slovenskih pisateljev in uredništva revije Poetikon. Živi in ustvarja v Ljubljani.

## Delo
Kot ustvarjalka radijskih iger je sodelovala z Radiem Ljubljana, Maribor, Zagreb in Trst. Napisala je nekaj filmskih scenarijev (Jaz sem pa muzikant, Kaj pa gospod Bach, Ta Rožina dolina) in glasbeno-gledaliških predstav (Sadna opera, Klavirski duhec Jošti, Izgubljena paličica Vile Apolonije), scenarij in besedilo za animirano TV nanizanko Abecednik zaljubljene krastače ter številne glasbene podobe in izvirne glasbe radijskih iger, gledaliških predstav in filmov. V mladinskem delu Desetka je uporabila jezik SMS-ov.

## Dela
Prozna dela
- Prigode Špelce Žvekič, 2003
- Soba gospe Bernarde, 2007
- Zgodbe iz somraka, 2007
- Škampi v glavi, 2010
- Ptiči, 2022 (Pivec)
- Izpovedi črnega mačka, 2023

Pesniške zbirke
- Prelet žerjavov, 2004
- Med ločjem, 2005
- Odbleski, 2009

Mladinska dela
- Klavirski duhec Jošti, 2005
- Abecednik zaljubljene krastače, 2007
- Labod Zaki najde starše, 2008
- Veverica Mica in druge pravljice iz Zelenega gozda, 2009
- Pesem za vilo, 2009
- Desetka, 2011

Radijske igre za otroke
- Trije grahki, RTV Slovenija, Ljubljana 2003
- Pravljica o P.P.P.P., RTV Slovenija, Ljubljana 2000
- Veverica Mica, RTV Slovenija, Ljubljana 2000, Radio Zagreb 2004
- Mali ribič in mojster Zvitež, RTV Slovenija, 1996

## Nagrade
Za zbirko kratkih zgodb Zgodbe iz somraka je prejela literarno nagrado Mreže mest 12. Pazinskih literarnih srečanj. Za svoje delo je na natečajih Radia Slovenija prejela nagradne odkupe za radijsko igro, pravljico in kratko prozo. Nagrada za ciklus poezije O angelih in drugih bitjih tržaške revije Mladika.

## Prevodi
Angleški prevodi
- Zaki the swan finds his parents (Labod Zaki najde starše), Sava, Bled 2008
- Song for a fairy (Pesem za vilo; dvojezična slovensko-angleška izdaja), Vodnikova založba (DSKG), Ljubljana 2009

Italijanski prevodi
- Il cigno Zaki ritrova i genitori (Labod Zaki najde starše), Bled, Sava, 2008

Makedonski prevodi
- Рефлексии (Odbleski), Matica makedonska, Skopje, 2010
- Приказни од самракот (Zgodbe iz somraka), Esra, Skopje, 2010
- Камбана, чекан и скршен виленик (Polomljeni vilin), Esra, Skopje, 2012

Nemški prevodi
- Zaki der Schwan findet seine Eltern, Sava, Bled 2008

Knjižne objave več avtorjev v tujih jezikih
- Hledači příběhů : antologie čtyř sloinských autoů z Česko-slovinského setkání 2007 (Stanka Hrastelj, Novica Novaković, Cvetka Bevc, Marcello Pottocco), Brno, Porta Balkanica 2007, (jezik: češki)
- Stimmen slowenischer Lyrik 2 (Glasovi slovenske lirike) - Ivo Svetina, Cvetka Bevc, Jure Jakob, Dunaj, Slovenski znanstveni inštitut: Književno društvo Hiša poezije, 2008, (jezik: nemški)
- Bela knjiga metafor, Antologija pesniško-prevajalske delavnice Bistriškega književnega festivala 2008, Maribor: Litera, Ljubljana: Književno društvo hiša Poezije, (jezik: hrvaški, latvijski, beloruski)
- Decametron: dieci poeti sloveni contemporanei: (nati tra il 1960 e il 1980), Društvo slovenskih pisateljev, Litterae Slovenicae, Ljubljana 2009, (jezik: italijanski)

Izšli so tudi revijalni prevodi izborov pesmi in proze v bosanski, bolgarski, hrvaški in makedonski jezik.

## Nastopi
- Literarni nastopi doma in v tujini:
  - Avstrija, Hrvaška, Italija
- Literarne turneje
  - Avstralija in Makedonija